# 하석 박정 영정
하석 박정 영정(瑕石 朴正 影幀)은 대한민국 경기도 의정부시 장암동에 있는 조선시대 중기의 문신 박정(1629년 ∼ 1703년)의 초상화이다. 2001년 9월 17일 경기도의 유형문화재 제177호로 지정되었다.

## 개요
조선 중기의 문신 박정(1629∼1703)의 초상화 2점이다. 박정(朴正)은 광해군 11년(1619)에 문과 시험에 합격하고 여러 벼슬을 두루 거쳤는데, 남원부사로 있을 때에는 선정을 베풀었다고 한다.
2점의 초상화 가운데 하나는 낮은 사모를 쓰고 푸른색 관복을 입은 모습으로, 고개를 오른쪽으로 약간 돌려 왼쪽 얼굴을 그렸다. 전체적으로 얼굴에 비하여 몸체가 너무 크고 화면의 일부가 떨어져 나간 듯 구도가 어색하나 옅은 갈색을 사용한 얼굴 묘사는 매우 섬세하다. 특히 수염이나 눈썹의 표현은 매우 섬세하여 성격까지도 나타나도록 표현하였다. 화면의 아래 부분에는 양탄자가 그려져 있다.
가슴에 있는 흉배에는 정3품 흉배에 그려지는 새인 백한이 그려져 있다. 이것으로 보아 이 그림은 1623년 박정이 인조반정에 참여한 공으로 공신이 되어 정3품 벼슬을 하였을 때 그려진 것으로 보인다. 얼굴 부분과 몸체 부분의 바탕이 서로 다른 천으로 되어 있고 얼굴 표현과 몸체를 비롯한 화면 아래부분의 표현 방식에 차이가 난다. 먼저 그려진 얼굴부분을 토대로 나중에 천을 이어 붙이고 몸체부분을 그린 것으로 보인다.
다른 하나의 초상화는 녹색의 관복을 입고 호랑이 가죽을 깐 의자에 앉아 있는 모습이다. 전체적으로 구름무늬가 들어간 짙은 녹색의 관복을 입고 백한이 있는 흉배를 하고 있으며 두발은 발받침대에 올려 놓았다. 이 그림 역시 낮은 사모와 흉배 등 조선 중기적인 표현 요소를 가지고 있으면서 표피를 깐 의자나 원근법에 의해 그려진 발받침 등 조선 후기의 표현 요소도 함께 가지고 있다.

## 참고 자료
- 하석 박정 영정 - 국가유산청 국가유산포털